# Raffaele Mirate
Raffaele Mirate (Nápoles, 3 de setembro de 1815 - novembro de 1895) foi um célebre tenor operístico italiano que teve uma carreira ativa desde a década de 1830 até 1860. Conhecido por seu fraseado inteligente e seu timbre vocal brilhante e poderoso, ele foi considerado um excelente intérprete dos papéis tenor das óperas do período inicial e intermediário de Giuseppe Verdi. Ele criou notavelmente o papel do Duque de Mântua na estréia mundial do Rigoletto de Verdi em 1851. Ele também foi um intérprete altamente respeitado dos papéis do bel canto, destacando-se nas óperas de Vincenzo Bellini, Gaetano Donizetti e Gioachino Rossini. 

## Biografia
Raffaele Mirate foi aluno de Alessandro Busti e do famoso castrato Girolamo Crescentini no Regio Collegio di Musica. Sua primeira performance na ópera foi em uma produção escolar em 1834. Sua estreia oficial de ópera aconteceu três anos depois no Teatro Nuovo, em Nápoles, como o herói do tema Torquato Tasso de Donizetti. De 1836 a 1839, trabalhou principalmente em Nápoles, embora aparecesse como intérprete convidado no Teatro San Cassiano, em Veneza, como Edgardo em Lucia di Lammermoor.
Em 1839, Mirate chegou ao Théâtre Italien, em Paris, onde atraiu grandes papeis cantores em óperas de Donizetti, Rossini e Bellini. Ele fez sua primeira aparição no La Scala em 1840 como Amenofi em Mosè em Egitto de Rossini para grande sucesso. Em 1844 ele foi novamente convidado no Théâtre-Italien em Paris. Em 1845, ele foi ouvido no Teatro Argentina, em Roma, como Jacopo em I devido Foscari e Charles VII em Giovanna d'Arco. O libretista Francesco Maria Piave, que era um colaborador frequente de Verdi, assistiu a essas apresentações em Roma e comparou a voz de Mirate ao grande tenor lírico Napoleone Moriani. 
Mirate cantou em várias estreias em La Fenice, incluindo Don Carlo em Elisabetta di Valois, de Antonio Buzzolla (1850), Don Álvaro, em Fernando Cortez, de Francesco Malipiero (1851), e Arminio, em La Punizione, de Giovanni Pacini (1854). Ele também apareceu em várias estreias mundiais no Teatro di San Carlo em Nápoles durante a década de 1850, incluindo Admeto em Alceste de Giuseppe Staffa (1852), no papel título em Guido Colmar (1852) de Nicola De Giosa, Cassandro em Statira (1853) de Saverio Mercadante, no papel título em Guido Colmar de Ferdinando Tommasi (1855), e um papel na estréia de Margherita Pusterla de Giovanni Pacini (1856). Em 1857, ele interpretou Casimiro na estreia de La sorrentina de Emanuele Muzio no Teatro Comunale di Bologna.
De 1854 a 1855, Mirate se apresentou com grande sucesso no La Scala, cantando notavelmente Manrico em Il trovatore, de Verdi, até a aprovação do compositor. Ele cantou em Boston e Nova York em 1856 e depois no Teatro Colón em Buenos Aires durante a primeira temporada da casa em 1857. Ele retornou a Buenos Aires em 1860, também fazendo aparições em Montevidéu e no Rio de Janeiro enquanto estava na América do Sul. Ele se aposentou em 1861, mas saiu da aposentadoria dois anos depois para cantar no Teatro di San Carlo de 1863 a 1866. Lá cantou em duas estreias mundiais, retratando Rodrigo em Celinda, de Errico Petrella, e Icilio, em Virgínia, em Mercadante. Mirate em 1895 em Sorrento com 80 anos de idade. 